# Maggie Beer
Maggie Beer (meisjesnaam Margaret Anne Ackerman (Sydney, 19 januari 1945) is een Australische chef-kok, auteur van kookboeken, restauranthouder en voedselfabrikant. Beer is een van de juryleden van de Australische versie van Heel Holland Bakt en is ook regelmatig te gast in een kookprogramma.

## Vroege leven
Maggie Beer werd geboren als dochter van Ronald Ackerman, van Duitse afkomst door zijn grootouders aan vaderskant, en van Doreen Carter, van Engelse afkomst door haar overgrootouders van moederskant. Haar vader's voorouders waren goudzoekers, wonend in Hill End in New South Wales. Beer dacht dat ze Joods waren, maar dit werd weerlegd in een aflevering van de Australische versie van Verborgen Verleden, waarin bleek dat haar voorouders voor zo ver bekend altijd katholiek waren.
Ze groeide op met het gezin in Sydney. Haar ouders gingen failliet in haar jeugd, en startten daarna als cateraars. Ze verklaarde dat dit bijdroeg aan haar hoge arbeidsethos. Beer maakte haar school niet af, maar ging op 14-jarige leeftijd van school om het gezin te helpen en werkte in verschillende banen, waaronder een als liftbediende in een warenhuis in Nieuw-Zeeland en een als assistent van een senior geofysicus voor British Petroleum in Libië alvorens terug te keren naar Sydney in 1968. Ze voert haar passie voor eten terug tot haar kindertijd: "Eten was van essentieel belang; er was een echte interesse in eten en de kwaliteit ervan en een obsessie met versheid. Koken werd gewoon geaccepteerd, het hoorde bij de norm."

## Carrière
Ondanks dat zij geen formele opleiding tot chef-kok heeft genoten, heeft Beer in bijna vijf decennia een schitterende loopbaan opgebouwd. Haar enige betaalde baan als kok was op een Schotse zeilschool tijdens een Europese reis toen ze begin twintig was. Met haar man Colin was Beer van 1979 tot 1993 in de Barossa vallei eigenaar van het succesvolle Barossa Pheasant Farm Restaurant. Het restaurant werd bekend door het serveren van fazant en een paté, bekend als Pheasant Farm Pate. In 1991 werd het restaurant bekroond met de Remy Martin Cognac - Australian Gourmet Traveller Restaurant of the Year-prijs. Later werd ze partner in het restaurant Charlick's Feed Store in Ebenezer Place, gelegen in het stadscentrum van Adelaide .
Momenteel heeft Beer een bedrijf in Barossa dat een scala aan gastronomische gerechten produceert, waaronder Pheasant Farm Pate, kweeperenpasta, verjus en gastronomisch ijs. Op televisie was ze medepresentator en jurylid in diverse kookprogramma's.
Ze heeft kookboeken geschreven en is ook co-auteur van een boek met de bekende kok Stephanie Alexander. Een van die boeken, Stephanie Alexander en Maggie Beer's Tuscan Cook, is in vijf verschillende talen vertaald. In 2012 nam ze deel aan de Australische versie van Verborgen Verleden waarin een veroordeelde bigamist in haar familiegeschiedenis aan het licht kwam.

## Onderscheidingen
Voor haar diensten aan het toerisme en de horeca als kok, restauranthouder en auteur, en voor de promotie van Australische producten en gerechten ontving zij meerdere onderscheidingen en prijzen.

## Privéleven
Op 17 januari 1970 trouwde ze met Colin Beer. Ze woonden eerst in Sydney, maar werden later eigenaar van een huis in de Barossa vallei in Zuid-Australië. Ze heeft twee dochters. Haar oudste dochter overleed plotseling op 14 februari 2020, 46 jaar oud.

## Werken
- Cooking With Verjuice
- Stephanie Alexander and Maggie Beer's Tuscan Cookbook
- Maggie's Table
- Maggie's Harvest
- Maggie's Kitchen
- Maggie's Orchard
- Maggie's Christmas
- Maggie's Farm
- Maggie's Verjuice Cookbook
- Winter Harvest
- Maggie's Recipe For Life